# أكاديمية جوليان

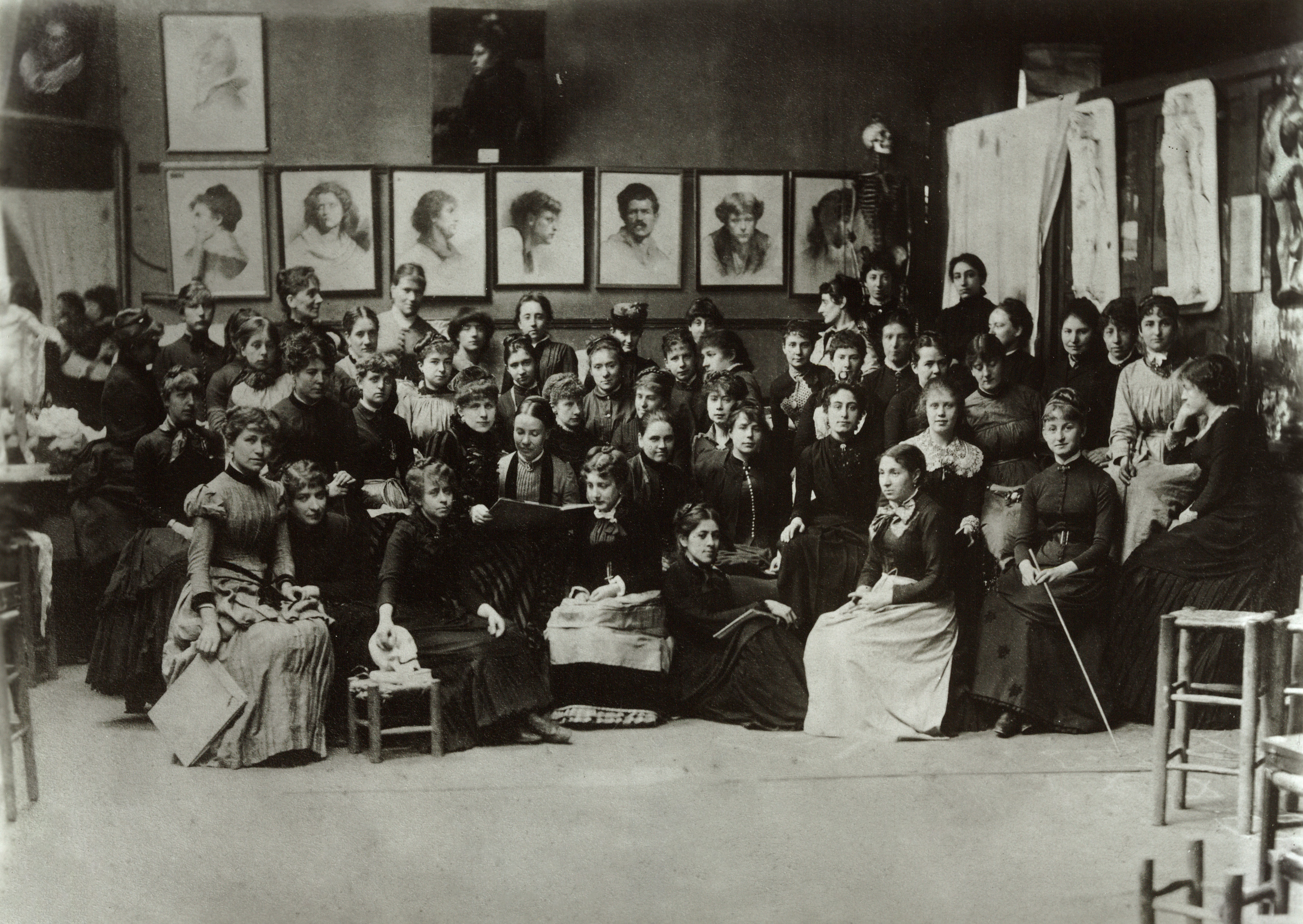
File:Academie Julian, Paris, group of art students.jpg

أكاديمية جوليان (بالفرنسية: Académie Julian)‏ هي مدرسة فنية خاصة سابقة أنشأها رودولف جوليان في ممر الاستعراضات بباريس عام 1868. كانت في البداية مرسم تدريس من بين مراسم عديدة امتلكها جوليان، ثم تطورت لتصبح بديلًا رئيسيًّا لمدرسة الفنون الجميلة، خاصةً للنساء اللاتي لم تقبل بهن مدرسة الفنون الجميلة حتى عام 1897. في عام 1968 شكلت أكاديمية جوليان وورشة بينينغن ما يُعرف الآن بالمدرسة العليا لفنون الغرافيك (بالفرنسية: École supérieure d'arts graphiques Penninghen)‏.
ظلت الأكاديمية مشهورة بسبب عدد ونوعية الفنانين الذين حضروا خلال  فترة ثورة الفنون العظيمة  في أوائل القرن العشرين. ولكن بعد عام 1968 تم دمج أكاديمية جوليان مع بيننغن مدرسة التوجيه الفني والهندسة الداخلية في فرنسا.

## التاريخ
قام رودولف جوليان بتأسيس أكاديمية جوليان في عام 1868 في باسيج دي بانوراماس كمدرسة خاصة  لطلاب الفنون  فاكاديمية جوليان لا تقوم بإعداد الطلاب للامتحانات في مدرسة الفنون الجميلة المرموقه  فقط، بل  ايضاً تقدم بتعليم وتدريب  بديل ومستقل في الفنون ففي الوقت الذي كان فيه الفن على وشك الخضوع لسلسلة طويلة من التحولات الحاسمة، لعبت أكاديمية جوليان دور المضيف للرسامين والنحاتين من كل الأنواع واطياف ولم تحاول أبداً أن تجعلهم يخضعون لأي خط معين..
النساء الاتي لم يتم قبولهم في مدرسة الفنون الجميلة المرموقة تم السماح لهن في عام 1880 بالتسجيل للدراسة في أكاديمية جوليان الجديدة بالإضافة إلى ذلك اكاديمية جوليان قامت بقبول المتقدمين الأجانب الذين تم استبعادهم  بسبب اختبار اللغة الفرنسية التعجيزي. تم تدريب الرجال والنساء بشكل منفصل وقد تشاركوا التعليم نفسه والذي تضمن الرسم ورسم لوحات لعارضين وعارضات عراة.

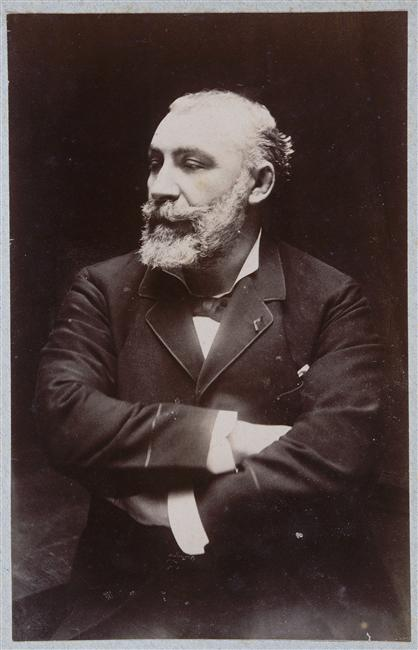
رودولف جوليان

اشتهرت أكاديمية جوليان بكونها اساس خصب للطلاب الفرنسيين بالإضافة إلى الأجانب الذين قدموا من مختلف المستويات من جميع أنحاء العالم مثل المملكة المتحدة وكندا وهنغاريا وخصوصاً الولايات المتحدة الأمريكية.  كتب الناقد الفني الفرنسي إغمونت أرنس في عام 1924 عن الفن الأمريكي بأنه، على الأقل لفترة من الزمن، عكس تعاليم أكاديمية جوليان بالأضافة الي ذلك، كتب جون راسل في عام 1989 بمناسبة المعرض في غاليري شبرد، في مانهاتن، المكرس للأكاديمية جوليان في باريس الذي كان بين عام 1868 وعام 1939:

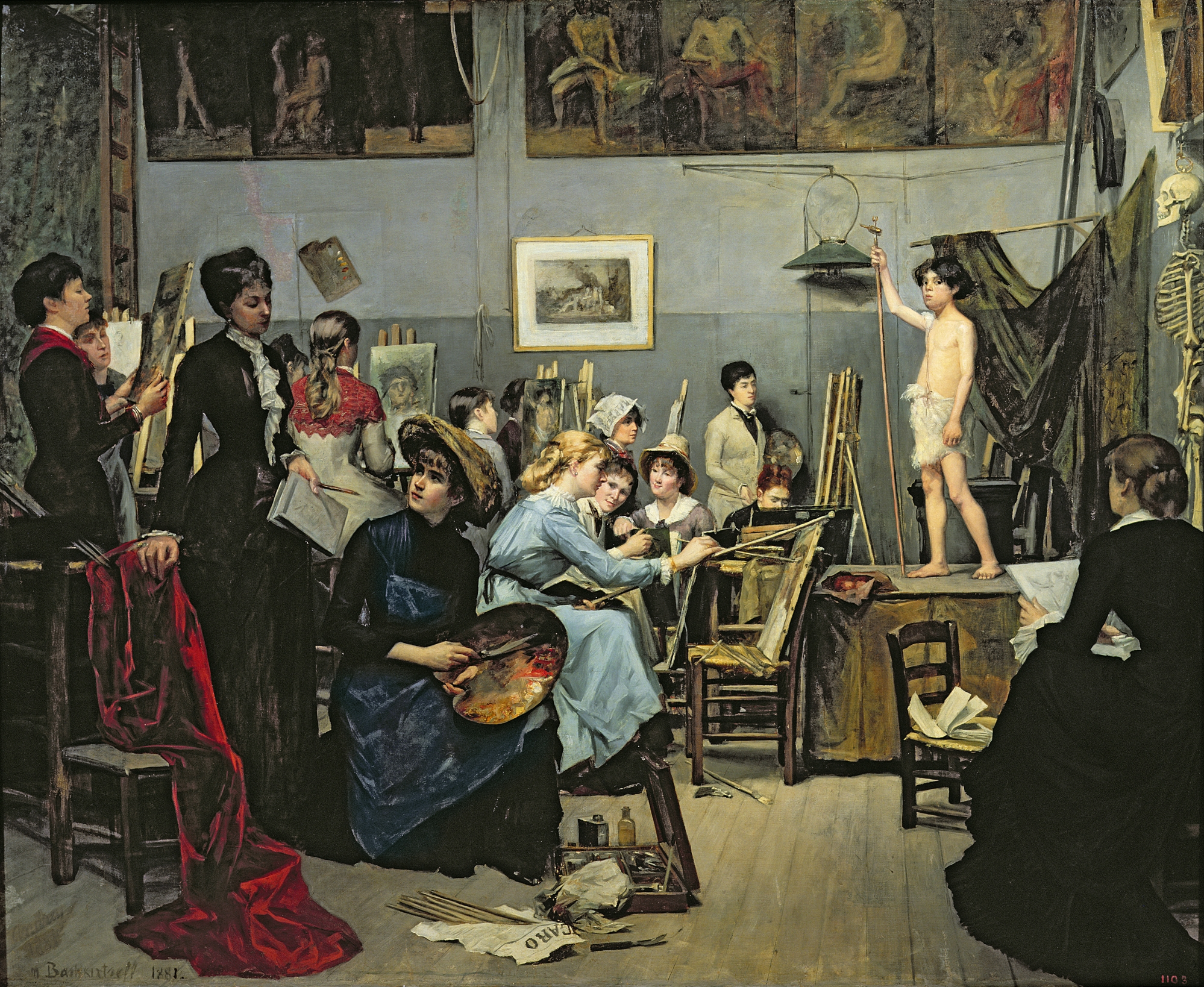
الأستديو 1967-1968

أكثر من خمسين جنسية تم عرضهم في الاكاديمية خلال سنوات مجدها. لتصبح في اكاديمية جوليان هو أن تتعرض لنوع من السحر الأبيض الذي يبدو أنه تقريباً نجح في كل حالة. ما تم تعلمه هناك بقي إلى الأبد مع الخريجين والخريجين، وهو مرتبط بقدر كبير بسلوكيات الحياة فيما يتعلق باستخدام الفرشاة والأزميل - .في صحيفة نيويورك تايمز، جون راسل": مدرسة الفنون التي تدرس الحياة أيضًا "،19 مارس عام 1989.
كان نجاح أكاديمية جوليان مضمون بسبب توظيف رودولف جوليان لعدد من الفنانين المعتبرين كمعلمين في الاكاديمية وهم أدولف ويليام بوجويرو (1825-1905) ووهنري روير ووجان بول لورينز ووغابرييل فيرييه ووتوني روبرت فلوريو، وجول بالإضافة إلى عدد من الفنانين الذين تدربوا في الاكاديمية وكان لهم مستقبل واعد وفي النهاية تم منح طلاب اكاديمية جوليان الحق في الدخول في منافسات  من اجل الحصول على جائزة Rome de Prix التي تعرف بأنها جائزة تمنح للفنانين الشباب الواعدين بالأضافة الي مشاركتهم في "الصالونات "الرئيسية أو المعارض الفنية.
دخل المصطلح  pompier L'art في أواخر القرن التاسع عشر كمصطلح سافر للفن الأكاديمي التقليدي الذي تبناه معلمون الاكاديميات ونتيجة لذلك، احتضنت أكاديمية جوليان نظامًا أكثر ليبرالية يدفع نحو نهج أقل محافظة وأكثر صدقًا تجاه الفن الذي يتوافق مع الحركة الفنية الانفصالية في ألمانيا وانفصال فيينا في النمسا وتبعتها حركة نابيس، الطليعية التي شاركت في تمهيد الطريق للفن الحديث عام 1888 - 1889.
افتتحت أكاديمي جوليان  مع مرور الوقت المدارس في مناطق أخرى وولهذا أصبحت اكاديمية جوليان الاساسية المتواجده في Panoramas des Passage  للفتيات بالإضافة إلى  الاستوديوهات جايكوب بوليفارد في الشارع الخامس واستديو التنين في الحي السادس واستديو 51 في شارع فيفيان  في الدائرة الثانية  جميع تلك الاستديوهات خاصة بالفتيات وتم الاشراف عليها من قبل اميليا بيوغ سوري زوجة جوليان وتم تشكيل هيئة التدريس تتكون من الطلاب السابقين، مثل إدغار شاهين.
على الرغم من ان عدد الطلاب قليل في فترة الحرب العالمية الأولى الا أنها ظلت مفتوحة ولكن في الحرب العالمية الثانية تم اغلاق اكاديمية جوليان بعد معرض ” aiseçfran tradition de peintres jeunes Vingt“ الذي اقيم في عام 1941بسبب رفض الإدارة العسكرية الألمانية لفن المنحل " الفن المنحل "و في عام 1856 تم بيع بعض من استديوات اكاديمية جوليان.
وصف الروائي والناقد الأنجليزي - إيرلندي جورج مور ردوولف جوليان بسبب خدمتة للفن  
بأنه يشبة هرقل  ذو الشعر الداكن وقوي صاحب أكتاف عريضة وأرجل قصيرة وصوت ناعم ويمتلك كل سحر ميدي والحاصل علي على وسام  جوقة للشرف.
سجلات فنانين اكاديمية جوليان الخاصة بالرجال في عام 1932- 1870 لا تزال موجودة وبالنسبة للنساء في سجلات 1907-1880 لا تزال متوفرة.
في عام  1968والذي يعتبر عام هام في تاريخ فرنسا بسبب أحداث مايو وخاصة فيما يتعلق بالتعليم تم دمج اكاديمية جوليان معPenninghen ESAG. 

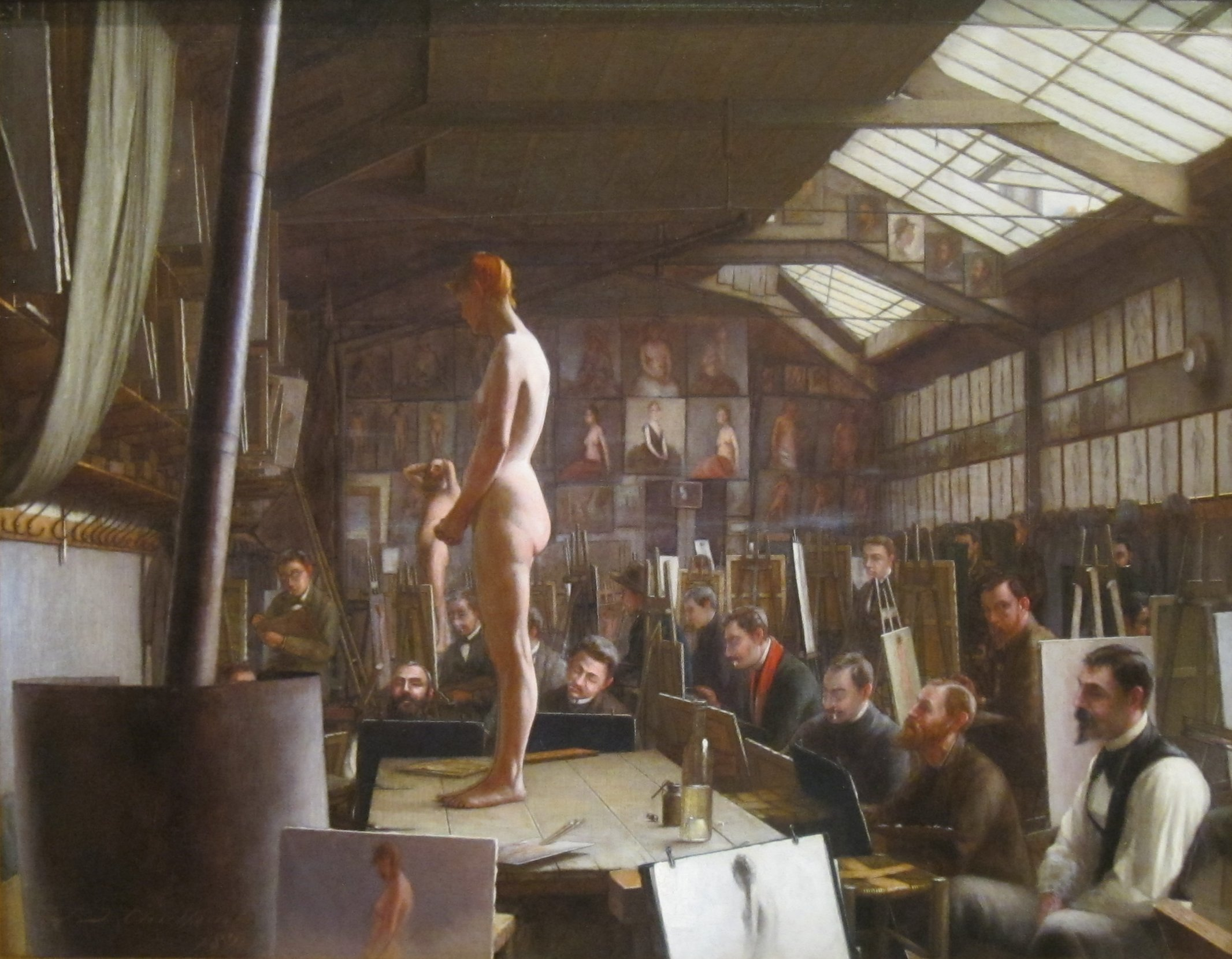
ورشة بوجورونو في أكاديمية جوليان

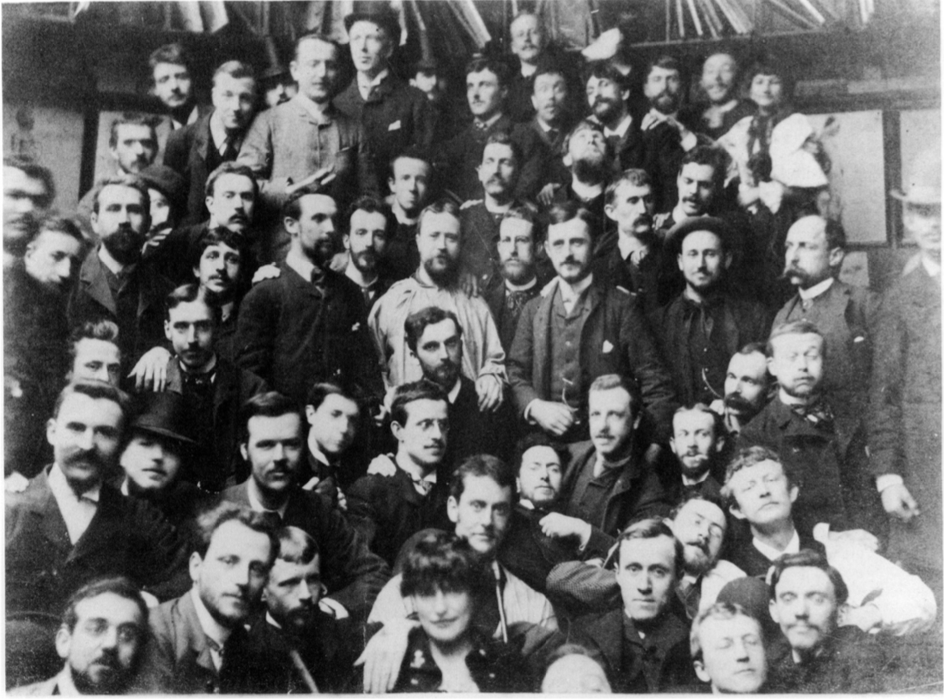
صورة جماعية في أكاديمية جوليان

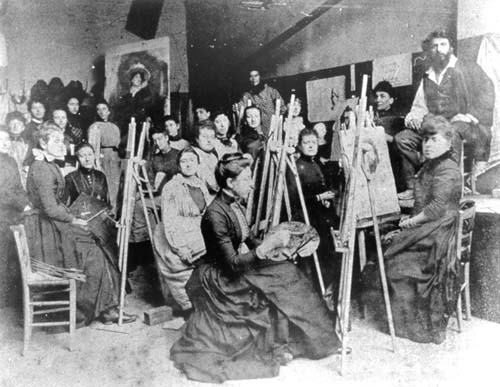
أكاديمية جوليان 1988

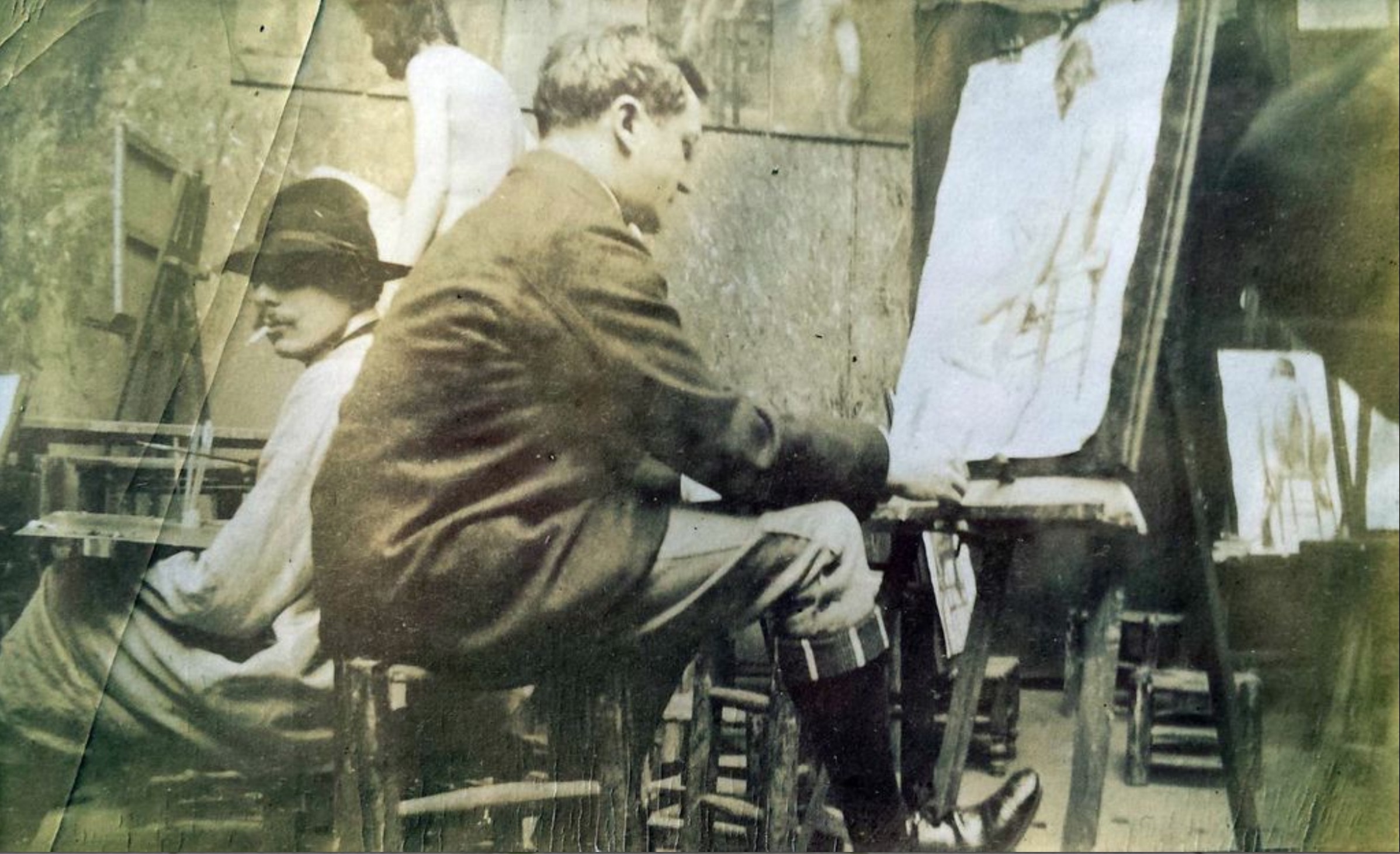
روب وجغنير يتدرب في أكاديمية جوليان

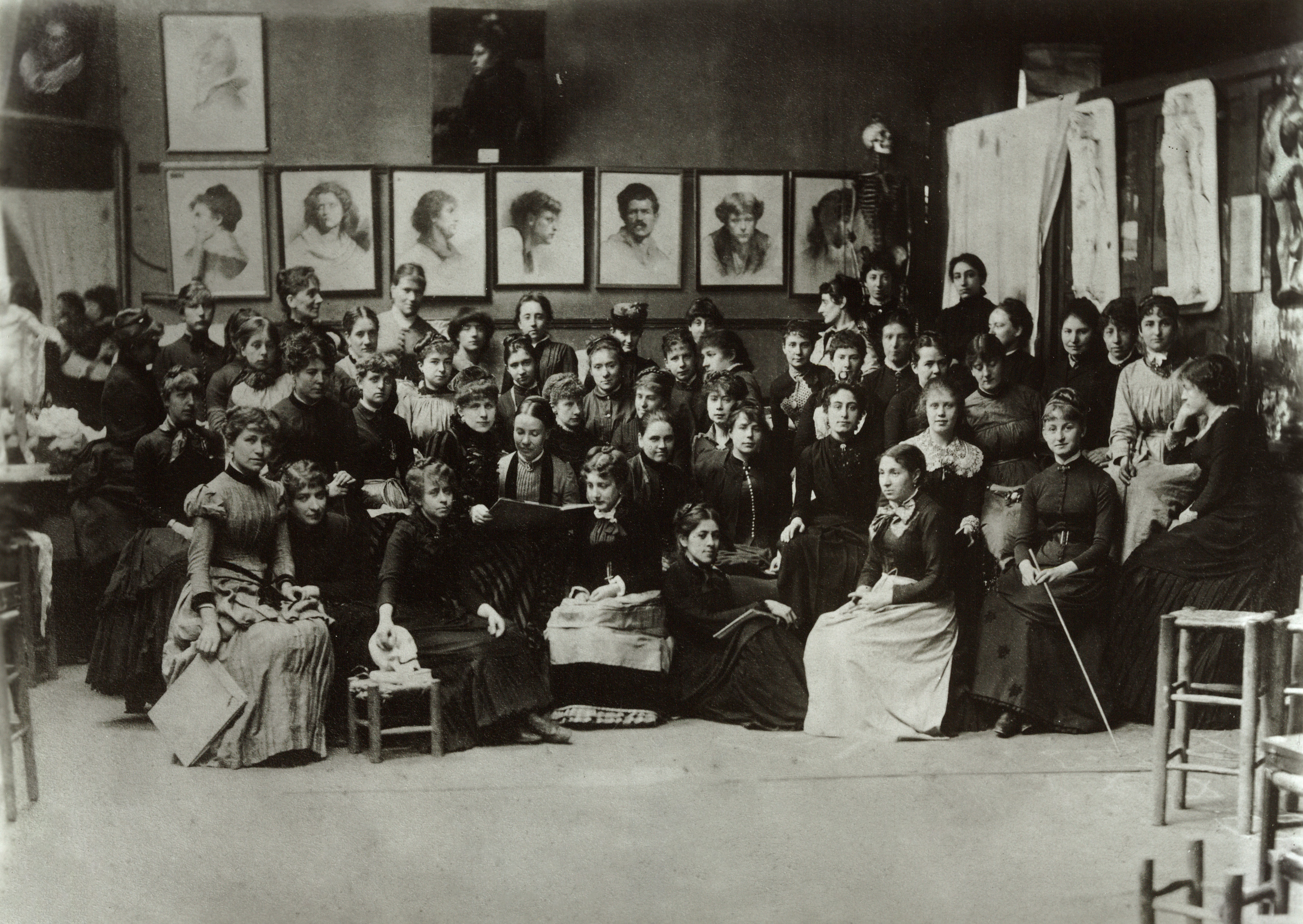
مجموعة من الطلاب في أكاديمية جوليان